# Stadtbiotop

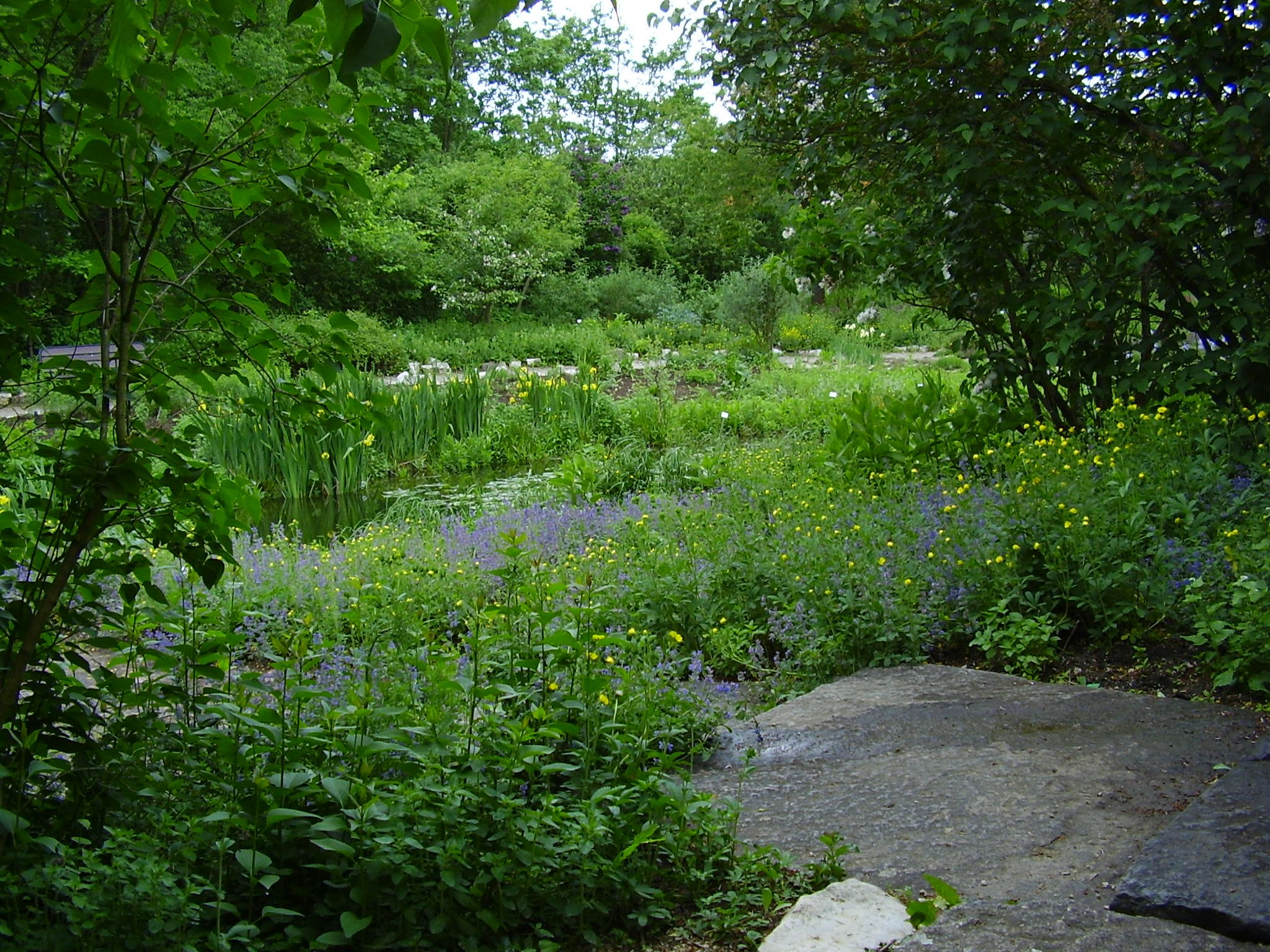
Aromagarten Erlangen

Ein Stadtbiotop ist ein abgrenzbarer Lebensraum (Biotop) für Pflanzen und Tiere im geschlossenen Stadtraum. Stadtbiotope gehören zu den Siedlungsbiotopen.
In den frühen 1980er Jahren wurde in deutschen Städten systematisch mit sogenannten Stadtbiotopkartierungen begonnen. Hierbei soll die Artenzusammensetzung der Innenstadtbereiche festgestellt werden, die von denen der Biotope des ländlichen Raumes stark abweicht und erhaltenswert sein kann.
Wie der Stammbegriff "Biotop" ist der Begriff unscharf und wird in zwei etwas verschiedenen Bedeutungen gebraucht. Nach wissenschaftlicher Definition ist ein Biotop der Lebensraum einer Art oder einer Lebensgemeinschaft, der Begriff ist wertfrei. Danach ist auch ein feuchter Keller ein "Stadtbiotop" – wenn in ihm Kellerasseln leben. Im Rahmen der Biotopkartierung geht es vor allem um die Erfassung artenreicher Lebensräume zu ihrer Erhaltung. Stadtbiotop meint in diesem Zusammenhang einen besonders artenreichen und schutzwürdigen städtischen Landschaftsausschnitt. Der Begriff wurde eingeführt, weil in den seit etwa dreißig Jahren durchgeführten "Biotopkartierungen" der Bundesländer Kartierschlüssel verwendet worden sind, die spezifisch städtische wertvolle Lebensräume nicht berücksichtigten.
Zu Stadtbiotopen zählen zum Beispiel Industrie- oder Gleisanlagen, Parks, Ruderal- oder Brachflächen, Friedhöfe und unter Umständen ältere Bäume. Der Wert von Stadtbiotopen wächst mit ihrer Vernetzung (Biotopverbund), die es auch immobilen Pflanzen- und Tierarten ermöglicht, sich auszubreiten. Die Möglichkeiten der Integration von Natur in den Stadtraum werden auch unter dem Stichwort Biotope City diskutiert.